# 耶律禿花
耶律禿花，契丹人，世居桓州，成吉思汗時，率衆歸降蒙古。當蒙古大軍進入金朝國境時，擔任蒙古軍的嚮導，所獲的牧馬甚多。之後侍奉成吉思汗。跟隨討伐金朝，大破忽察虎軍。又隨木華黎奪取山東、河北，有功，拜太傅、正一品銜，封濮國公，賜虎符、銀印，歲給錦幣三百六十匹。統萬戶扎剌兒、劉黑馬、史天澤伐金，於西河州去世。

## 子孙
- 耶律朱哥，袭位，统刘黑马等七万户，与都元帅塔海绀卜同征四川，在军中去世。
  - 耶律宝童，袭位，因病不任事，其叔买住袭位，以耶律宝童充随路新军总管。
    - 耶律忙古带
      - 耶律火你赤，袭万户。
- 耶律买住，袭位
  - 耶律百家奴，忽林带之后，百家奴袭位。自朱哥至百家奴，全都袭太傅、总领也可那延。
  - 耶律秃满答儿
  - 耶律忽林带，袭位，总诸军，立成都府，在军中去世。

## 延伸阅读
[在维基数据编辑]
 《元史/卷149》，出自宋濂《元史》
 《新元史/卷135》，出自柯劭忞《新元史》